# الکساندر تروفیموف (بازیکن فوتبال)
الکساندر تروفیموف (انگلیسی: Aleksandr Trofimov; ۱۱ سپتامبر ۱۹۳۷ – ۵ سپتامبر ۲۰۰۲) بازیکن فوتبال اهل روسیه بود.